# Khronos Group
Khronos Group és un consorci industrial sense ànim de lucre fundat l'any 2000 amb seu a Beaverton, Oregon. És responsable del desenvolupament i promoció d'interfícies de programació d'aplicacions, d'estàndards oberts i multiplataforma per a gràfics 3D, realitat virtual i augmentada, computació paral·lela, xarxes neuronals i processament de la visió.